# Acteur et agent en sciences sociales
Pour les articles homonymes, voir Acteur (homonymie), Comédien (homonymie) et Agent.
En sciences sociales, les individus peuvent être nommé  « acteurs » ou  « agents », mais aussi  « sujets », « auteurs », ou encore « actants ». Un acteur ou un agent peuvent désigner une entité individuelle ou collective. Ces dénominations peuvent être l'indice d'une filiation théorique : conception structurelle ou déterministe, conception rationnelle ou utilitariste, etc.

## Les manières de nommer un individu en sociologie
Les sociologues ne partagent pas les mêmes conceptualisations concernant l'articulation entre le macro-social et le micro-social, entre le pôle collectif et le pôle l’individuel du social, et ne désignent pas tous « l’individu » de la même manière : « agent », « acteur », « sujet », « auteur » ou encore « actant ».

## Acteur et Agent
Le concept « d'acteur social » est au centre des sociologies qui mettent l'accent sur le  pouvoir d’agir  des individus  (par  exemple  Raymond  Boudon, Alain  Touraine, Michel  Crozier, François Dubet),. Dans ces sociologies il s'agit de d'insister sur la part d’autonomie des individus et des groupes, et sur la rationalité de l'acteur .
Le concept « d'agent » est au centre des sociologies qui mettent l'accent sur le  rôle  la détermination  de  l'action sociale (par exemple Pierre Bourdieu). Dans ces sociologies, l’agent est un  individu  qui  est  agi  de  l’intérieur  (via  l’habitus)  autant  qu’il  agit  vers l’extérieur ; mais l’agent  n’est  ni  mécaniquement déterminé  par  ses  conditions extérieures, ni  une entité  autonome  qui  s’autodéterminerait  par calcul rationnel.
Le philosophe Mark Hunyadi propose la distinction suivante : « est acteur celui pour qui la règle est une raison d’agir ; est agent celui pour qui la règle agit comme cause de son agir ».

### Acteur social
La sociologue Sandrine Rui indique d'abord que l'acteur désigne le support de l'action sociale qu'il soit une entité individuelle ou collective. Elle précise ensuite que le terme d'acteur est mobilisé de différentes façons qui varient selon les conceptions de l’action sociale :
- Selon une conception rationnelle ou utilitariste de l’action sociale, l’acteur est guidé par la recherche rationnelle de ses intérêts : les individus agissent librement et ont de bonnes raisons d’agir (Raymond Boudon)[4]. La rationalité de l’acteur est plus souvent jugée limitée : les systèmes de jeux et d’interdépendance le contraignent à se faire stratège (Michel Crozier)[4].
- Selon une conception créative de l’action sociale, l’acteur est défini par ses capacités d’action autonome et ses capacités réflexives et interprétatives : ni totalement contraint par les déterminations sociales, ni totalement gouverné par ses intérêts, l’individu est capable de distanciation et de critique (Alain Touraine, François Dubet)[4].
- Selon certaines approches constructivistes (Bruno Latour), toute entité qui modifie une situation donnée participe au déroulement de l’action et est envisagée comme un acteur : humains mais aussi non-humains (microbes, ordinateurs…) ont un rôle actif dans les chaînes d’associations que constituent les réseaux[4].

### Agent social
La sociologue Sandrine Rui indique que dans les conceptions structurelles ou déterministes, l’individu agit moins qu’il n’est agi par les situations ou par des logiques extérieures qu’il a intériorisées par la socialisation. Cette incorporation des exigences normatives ou situationnelles dote les individus de dispositions qui régissent les conduites tout en leur donnant l’illusion de se comporter de façon libre et autonome.
Le sociologue Claude Dubar explique que, dans la perspective sociologique défendue dans Le métier de sociologue, « il ne faut jamais prendre les raisons invoquées par les individus pour les causes profondes de ce qu’ils font et qui échappent à leur conscience ». Dans cette perspective, les individus sont des agents car ils sont « pris dans la pratique et immergés dans l’action, agissant par nécessité ».